# Marc Steffen Rapp
Marc Steffen Rapp (* 1975) ist ein deutscher Mathematiker, Wirtschaftswissenschaftler und Professor für Betriebswirtschaftslehre mit dem Schwerpunkt Controlling an der Philipps-Universität Marburg. Zudem ist er Professor am Center for Corporate Governance der Copenhagen Business School.

## Biografie

### Ausbildung und Beruf
Rapp schloss das Studium als Diplom-Mathematiker an der Eberhard-Karls-Universität Tübingen ab.
Er lehrte und forschte an der Technischen Universität München und der HHL Leipzig Graduate School of Management. Zusätzlich war er Gastwissenschaftler an der London Business School und der Copenhagen Business School.
Rapp ist seit April 2011 Professor für Betriebswirtschaftslehre und Leiter der Management Accounting Research Group (MARG) an der Philipps-Universität Marburg. Von 2019 bis 2020 war er Dekan der wirtschaftswissenschaftlichen Fakultät. Er ist außerdem wissenschaftlicher Co-Direktor des Marburg Center for Institutional Economics (MACIE).

### Weitere Tätigkeiten
- Managing Director des Centers for Entrepreneurial and Financial Studies (CEFS) an der TU München (2007–2011)
- Wissenschaftlicher Co-Direktor des Center for Corporate Governance an der HHL Leipzig Graduate School of Management (2010–2021)
- Fachbeirat Best of Consulting der Wirtschaftswoche (2010–2021)
- Vorsitzender des Arbeitskreises Wertorientierte Unternehmensführung im Mittelstand der Schmalenbach-Gesellschaft für Betriebswirtschaft
- Mitglied des Leibniz-Instituts für Finanzmarktforschung (SAFE)

### Forschung und Lehre
Seine aktuellen Forschungsschwerpunkte umfassen:
- Kapitalallokation und (digitale wie grüne) Transformation
- Kapitalmärkte, Sustainable Finance und ESG
- Unternehmensbewertung und wertorientierte Unternehmensführung
- Corporate Governance, Aufsichtsräte und Familienunternehmen

Er hat unter anderem gearbeitet zu Fragen der Unternehmensbewertung, Fama-French-Renditestrukturen, Kapitalstrukturentscheidungen, Digitalisierung und Transformation von Unternehmen, M&A, Familienunternehmen, Vorstands- und Aufsichtsratsvergütung, Mitbestimmung im Aufsichtsrat, Kodexcompliance, Börsennotierung, der Nutzung Maschinellen Lernens, der Bewertung von (unkonventionellen) Zentralbankpolitiken durch den Kapitalmarkt, dem Zusammenhang von Kapitalmärkten und Wirtschaftswachstum, sowie der Wirkung von Mitarbeiterrechten.
In der Lehre konzentriert er sich auf die Bereiche Controlling, Finanzierung, Unternehmensbewertung und Corporate Governance. Er hat unterrichtet in grundständigen und Weiterbildungsprogrammen an der Handelshochschule Leipzig, der Technischen Universität München, der Copenhagen Business School (Dänemark), dem GIST (Singapur), der Université de Fribourg (Schweiz), dem IFZ (Zug, Schweiz), dem BMI (Vilnius, Litauen), der Nam:Tech (Gandhinagar, Indien), sowie zahlreichen unternehmensinternen Weiterbildungsprogrammen.

### Praxistransfer
Rapp berät seit vielen Jahren Unternehmen zu den Themen Kapitalallokation, (digitale) Steuerung und Finanzierung.
- Digitalisierung im Mittelstand: Hürden überwinden, Potenziale nutzen. Schmalenbach Impuls des AK Werteorientierte Führung in mittelständischen Unternehmen (2024).
- Unternehmerische Resilienz: Mehrdimensional zu denken und breit zu adressieren. Schmalenbach Impuls des AK Werteorientierte Führung in mittelständischen Unternehmen. (2024).
- Datenvirtualisierung: Chance für die digitale Steuerung. Beitrag in Controlling & Management Review (mit M. Rausch) (2024).

### Wirtschaftspolitische Interventionen
Rapp hat 2018 auf die Probleme der Automobilindustrie durch die Elektrifizierung und mangelnde Investitionen in die Batterietechnologie und die daraus erwachsenden Herausforderungen für die Politik hingewiesen.

## Forschungsprojekte
- MACIE EU Taxonomy Report: Projekt des Marburg Center for Institutional Economics (mit M. Roser).
- Listed Family Firms in Europe: Projekt unterstützt durch die Stiftung Familienunternehmen (mit A. Gregoric und I. Requejo).
- Wirkung der Mitbestimmung im Aufsichtsrat auf die Unternehmensführung: Empirische Analyse gefördert durch die Hans-Böckler-Stiftung (mit Michael Wolff, Iuliia Udoieva und Jan C. Hennig).
- Die Hauptversammlung im Zeitalter institutioneller Investoren: Gefördert durch die Hans-Böckler-Stiftung (mit W. Bessler).
- Beteiligungs- und Kapitalmarktfinanzierung im deutschen Finanzsystem: Gutachten im Auftrag des BMWi (mit Thorsten Beck und C. Kaserer, 2015).
- Capital Markets and Economic Growth: Gefördert durch die Alternative Investment Association, London (mit C. Kaserer).

## Auszeichnungen
- Best Young Researcher Award, verliehen von der HHL Leipzig Graduate School of Management (2006).
- Short-listed Best Paper Awards. Mehrere Platzierungen bei internationalen Konferenzen wie und FMA European Conference (2016) und  ICGS (2017).
- Best Paper Award "SIG Family Business Research:  EURAM für Cash Holdings, Agency Conflicts and the Performance of Listed Family Firms in Germany (2017).
- Impact on Management Accounting Practice Award: Vergeben von der American Accounting Association für das Papier Value-based management control systems and the dynamics of working capital: Empirical evidence (2023).[3]

## Ausgewählte Publikationen
Kapitalallokation und Transformation
- Rapp, M.S., Schmid, T. und Urban, D. (2014). "The value of financial flexibility and corporate financial policy", Journal of Corporate Finance, 29, 288–302.[4]
- Fütterer, M., Rapp, M.S. und Schlosser, M. (2025). "Technology-motivated acquisitions and the real option portfolio of non-tech firms", Nordic Journal of Business (forthcoming).[5]

Unternehmenssteuerung
- Rapp, M.S., Schelling, D., Schmidt, M. und Wolff, M. (2011). " Considering the shareholder perspective: value-based management systems and stock market performance", Review of Managerial Science, 5, 171–194.[6]
- Mavropulo, O., Rapp, M.S. und Udoieva, I.A. (2021). "Value-based management control systems and the dynamics of working capital: Empirical evidence", Management Accounting Research, Vol. 52, 100740.[7]

Unternehmensbewertung und wertorientierte Unternehmensführung
- Rapp, M.S (2006). "Die arbitragefreie Adjustierung von Diskontierungssätzen bei einfacher Gewinnsteuer", Schmalenbachs Zeitschrift für betriebswirtschaftliche Forschung, 58, 771–806.[8]
- Hanauer, M. X., C. Kaserer und Rapp, M.S (2013). "Risikofaktoren und Multifaktormodelle für den Deutschen Aktienmarkt", Betriebswirtschaftliche Forschung & Praxis, 65, 469–492.[9]
- Olena Mavropulo, Marc Steffen Rapp, Iuliia A. Udoieva (2021), Value-based management control systems and the dynamics of working capital: Empirical evidence, Management Accounting Research, Volume 52, 100740, ISSN 1044-5005, https://doi.org/10.1016/j.mar.2021.100740.
- Hanauer, M. X., Kononova, M. und Rapp, M.S. (2022). "Boosting agnostic fundamental analysis: Using machine learning to identify mispricing in European stock markets", Finance Research Letters, Vol. 48.[10]

Familienunternehmen
- Bessler, W., Beyenbach, J., Rapp, M.S. und Vendrasco, M. (2021). „The global financial crisis and stock market migrations: An analysis of family and nonfamily firms in Germany.“ International Review of Financial Analysis, 74, 101692.[11]
- Gnoth, C., Udoieva, I., und Rapp, M.S. (2024). "Listed Founding Family Firms and Labor Cost Stickiness", Industrial Relations.[12]

Aufsichtsrat, Mitbestimmung und Mitarbeiterrechte
- Andreas, J., Rapp, M.S. und Wolff, M. (2010). "Determinants of director compensation in two-tier systems: evidence from German panel data", Review of Managerial Science, 6, 33–79.[13]
- Gregoric, A. und Rapp, M.S. (2019). "Employee board representation and firms’ responses to crisis", Industrial Relations, Vol. 58, No. 3.[14]
- Rapp, M.S. und Udoieva-Wagner, J. (2025). " Board-level Employee Representation and Risk Sharing between Shareholders and Employees: Evidence from the German Codetermination Act of 1976", Journal of Institutional and Theoretical Economics, (forthcoming).[15]